# Убішин
Убішин (пол. Ubieszyn) — село в Польщі, у гміні Триньча Переворського повіту Підкарпатського воєводства, на лівому березі Сяну. Населення — 747 осіб (2011).

## Історія
У 1772—1918 рр. село було у складі Австро-Угорської монархії, у провінції Королівство Галичини та Володимирії. На цей час місцеве українське населення лівобережного Надсяння після півтисячолітніх латинізації та полонізації залишилось у меншості. 1892 році село належало до Ланьцутського повіту, було 117 будинків і 618 мешканців, з них 65 греко-католиків, 537 римо-католиків і 16 юдеїв.
У 1919—1939 рр. — у складі Польщі. На 1.01.1939 в селі було 760 жителів, з них 70 українців, 680 поляків і 10 євреїв. Село входило до Переворського повіту Львівського воєводства, гміна Триньча. Греко-католики належали до парафії Гориці Сінявського деканату Перемишльської єпархії.
У 1975—1998 роках село належало до Перемишльського воєводства.

## Демографія
Демографічна структура станом на 31 березня 2011 року:
|          | Загалом | Допрацездатний вік | Працездатний вік | Постпрацездатний вік |
| -------- | ------- | ------------------ | ---------------- | -------------------- |
| Чоловіки | 368     | 105                | 218              | 45                   |
| Жінки    | 379     | 89                 | 200              | 90                   |
| Разом    | 747     | 194                | 418              | 135                  |